# Hrimhari
Hrimhari es un personaje de ficción creado por Marvel Comics. Fue presentado por primera vez en los Nuevos Mutantes Edición Especial # 1 (diciembre de 1985) y fue creado por Chris Claremont y Art Adams.

## Biografía ficticia del personaje
Descendiente del Lobo Fenris, Hrimhari era el Príncipe Lobo en el reino de Asgard. Gobernaba a todos los lobos en los bosques encantados de ese reino pero conservó una actitud humilde y gentil normalmente no asociada con la realeza. En un principio tenía la capacidad de cambiar su forma a la de un lobo gris con un aspecto semejante a un híbrido humano-lobo (como la forma asociada con los hombres lobo en la ficción moderna o los  cinocéfalos tradicionales). Él era muy respetado por la gente de Asgard y se dice que era un verdadero amigo de Hogun el Torvo. Sin embargo, los gigantes de Asgard eran enemigos mortales del pueblo lobo y los cazaban cuando tenían oportunidad.

### Capturado por Loki
Cuando los Nuevos Mutantes fueron mágicamente llevados a Asgard,  Wolfsbane se encontró con Hrimhari en un bosque cuando era perseguido por los gigantes. Inmediatamente quedó prendado de ella y la salva haciéndose casi inseparables los dos. Rahne tiene sentimientos similares, pero no sabe cómo lidiar con ellos debido a su estricta educación. El dios  Loki se las arregla para capturar a los dos amantes y los transforma en versiones más siniestras en sus formas de hombre lobo poniéndolos bajo su servidumbre. Con estas apariencias eran conocidos como Grimfang y Bleakheart. Con el tiempo volvieron de nuevo a su forma original pero se vieron obligados a separarse una vez que Rahne regresó a la Tierra. Ella quería estar con Hrimhari pero ello obligaría a los otros X-Men y a los Nuevos Mutantes a quedarse en Asgard también.

### Lucha contra Hela
Años más tarde, la diosa de la muerte  Hela trató de apoderarse de Asgard. Parte de su plan para conquistar Asgard y matar a un  Odin entonces impotente, era utilizar a los lobos del bosque como exploradores y espías. Hrimhari se enfrentó a los ejércitos de Hela por la libertad de su pueblo, pero finalmente fue capturado y encarcelado. A través del vínculo de Danielle Moonstar con las valquirias los Nuevos Mutantes descubrieron el plan de Hela y rescataron al príncipe. En el fragor de la batalla y debido a un campo de fuerza mística, este se separó de la mayoría del grupo para terminar con  Boom Boom y  Warlock. Después de algunos impedimentos, el trío se dirigió directamente a las habitaciones de Odin, sin saber que él estaba bajo el muy necesario Sueño de Odín (un proceso que restauraba su energía y vitalidad). Pronto fueron capturados por un guardia y llevados a prisión. Con sus poderes podían escapar pero necesitaban hablar con  Balder el Bravo y los  Tres Guerreros que en cualquier caso estaban volviendo de otras tierras.
Los hijos de Volstagg, un miembro de los Tres Guerreros, aparecen en la ventana de la celda, después de haber escuchado a escondidas los acontecimientos actuales. Ellos sabían de Hrimhari a través de los cuentos narrados por Hogun el Torvo, compañero de equipo de su padre. Él, a su vez, había oído hablar de los hijos de Volstagg a través también de los cuentos de Hogun. Entendiendo que el poder de  Thor, Balder y los otros podía ser insuficiente, los hijos nombran al brujo  Tiwaz, que vive en Astrond en el borde de las heladas inmensidades. Los chicos estuvieron de acuerdo en quedarse en la celda de Hrimhari para resaltar la gravedad de la situación cuando los demás regresaran. El príncipe y sus amigos viajaron a la casa de Tiwaz luchando contra varias criaturas murciélago de Hela en el camino. Sobrevivirán a un accidente y serán capturados por los  Gigantes de Hielo pero serán liberados gracias a Tiwaz. Este les contará mucha información muy necesaria sobre la campaña de Hela. Aunque los tres no lo sabían Tiwaz era el bisabuelo de Thor. El brujo enviará al trío a una misión, liberar a los Tres Guerreros de los peligrosos trolls. Hrimhari reclutará a Ula, la reina de los trolls y la pondrá de su lado. Los trolls no se fiaban ni de los mortales ni de la mayoría de los Asgardianos pero será el honor de Hrimhari el que los convencerá de que Hela era la verdadera enemiga.
Hrimhari se unirá a Balder, los trolls y las otras fuerzas reunidas para luchar contra el ejército de Hela. Él es herido en la batalla y no estará presente cuando los Nuevos Mutantes salven a Odin de la 'Espada de la Muerte' de Hela, que lo hubiera mantenido en un sueño eterno. Los Tres Guerreros llevan al príncipe y a muchos guerreros heridos al palacio real, que está sirviendo como un hospital improvisado. Todos son curandos por magias sanadoras. Sabrá que Rahne y sus amigos tienen que irse de nuevo, algo que logran a pesar de que Asgard está atrapada en la Zona Negativa.

### Reencuentro con Wolfsbane
Más tarde, Asgard padecerá la batalla del fin del mundo, el Ragnarök, con la destrucción de todos sus habitantes. Sin embargo, todo volvería en una u otra forma. El mismo Hrimhari sorprendió a Wolfsbane encontrándose con ella en un bosque de la Tierra. Habla de cómo los Gigantes de Hielo habían rasgado recientemente su mochila donde llevaba sus pecados. Había estado luchando contra ellos cuando el Ragnarok golpeó, reclamando la vida de todos los seres inmortales. Posteriormente Hrimhari reveló una nueva habilidad, poder cambiar de forma a una apariencia humana. Afirmó que Midgard, la Tierra, era ahora una parte de él. Reanudará su relación con Rahne y consumará su relación haciendo el amor antes de luchar y matar a los Gigantes de Hielo. Rahne poco después perderá el conocimiento y el Doctor Némesis le dirá que estaba embarazada del hijo del Príncipe Lobo, que no es ni humano ni mutante y que el feto está amenazando su salud y su vida. Hrimhari llegará a un trato con Hela. Ante el dilema moral de a quien salvar, a su hijo o a Rahne, optará por el sanador mutante  Elixir que podía salvar a los dos. Hela estuvo de acuerdo y volvieron al Inframundo Asgardiano juntos. Las palabras finales de Hrimhari a Rahne fueron que "de alguna manera encontrarían el camino de regreso ella y su hijo no nato." Resucitado Elixir, fue capaz de curar a Wolfsbane. Al hacerlo se dio cuenta de que ella no sería capaz de sobrevivir al nacimiento del bebé híbrido. Debido a esto Josh transfirió parte de la fuerza del bebé a la madre. En Genosha, Rahne demostró que su fuerza, resistencia y sentidos le habían mejorado aún más.
Unos meses después, Wolfsbane volvió a X-Factor y dejó que todo el mundo creyera que su amante ocasional,  Rictor, era el padre de su hijo. Se revelará que Hrimhari era ahora parte del ejército de muertos vivientes de Hela. Mientras X-Factor luchaba contra el ejército en Niflhel, Hrimhari captó el olor de Rahne en  Estrella Rota, el novio de Rictor, pues él y Wolfsbane se habían peleado hacía poco tiempo. El príncipe lo atacó porque creía que Estrella Rota la había forzado. Durante esta lucha, reveló que él era el padre del hijo de Rahne. La pelea entre los dos hombres fue detenido por  Siryn quien noqueó a Hrimhari con su grito sónico.

## Otras versiones

### Y si
Hrimhari aparece en Y si vol. 2 #12, en una historia titulada "¿Y si los X-Men se hubieran quedado en Asgard?." Rahne y Hrimhari se habían casado y vivían en el bosque. Sería asesinado en una batalla más tarde, pero dejó a Rahne con tres niños (representados como un cachorro de lobo, un bebé humano y el bebé híbrido hombre lobo).

## Otros medios
Hrimhari es mencionado en la novela infantil 'Odd y el Gigante de Hielo', donde el personaje principal debe salvar a Asgard de los gigantes mencionados.